# Dyrekcja (Chełm)
Osiedle Dyrekcja, Osiedle Dyrekcji Kolejowej – osiedle w Chełmie wybudowane w latach 1928–1939 w związku z zamiarem przeniesienia z Radomia do Chełma Wschodniej Dyrekcji Okręgowej Kolei Państwowych, zlokalizowane we wschodniej części miasta, stanowiące część modernistycznej dzielnicy Nowe Miasto założonej w dwudziestoleciu międzywojennym (1926) na terenach Starostwa Obłonie.
Osiedle Dyrekcja obejmuje trzy kolonie mieszkalne wzniesione przez PKP w latach 1928–1939 dla pracowników Wschodniej DOKP, o łącznej pow. ok. 30,4 ha, wyraźnie różniące się morfologią i typologią zabudowy:
- kolonię zwaną „Dyrekcją Górną” – zespół o zwartej zabudowie obrzeżnej na głównej osi kompozycji dzielnicy Nowe Miasto między Wzgórzem Kredowym i Górką Katedralną, ograniczony ulicami Batorego, Żwirki i Wigury, Wysoką, Graniczną i Wiejską;
- kolonię zwaną „Dyrekcją Dolną” wraz z Gmachem Dyrekcji – zespół o zwartej zabudowie obrzeżnej przy pl. Niepodległości wzdłuż północnej osi dzielnicy Nowe Miasto między Wzgórzem Kredowym i Gmachem Dyrekcji a Dworcem PKP (al. Piłsudskiego) oraz
- kolonię bez nazwy własnej między „Dyrekcją Dolną i „Dyrekcją Górną” – zespół o luźnej zabudowie 30 domów wolnostojących, pierwotnie dwurodzinnych, ograniczony ulicami Stephensona, Słowackiego i 1-Pułku Szwoleżerów.

24 kwietnia 1971 r. decyzją Wojewódzkiego Konserwatora Zabytków Urzędu Wojewódzkiego w Lublinie, zespół urbanistyczny w granicach obejmujących osiedle Dyrekcja i tereny przylegające do al. Piłsudskiego (ok. 50 ha), został wpisany do rejestru zabytków pod nr A/138.

## Historia

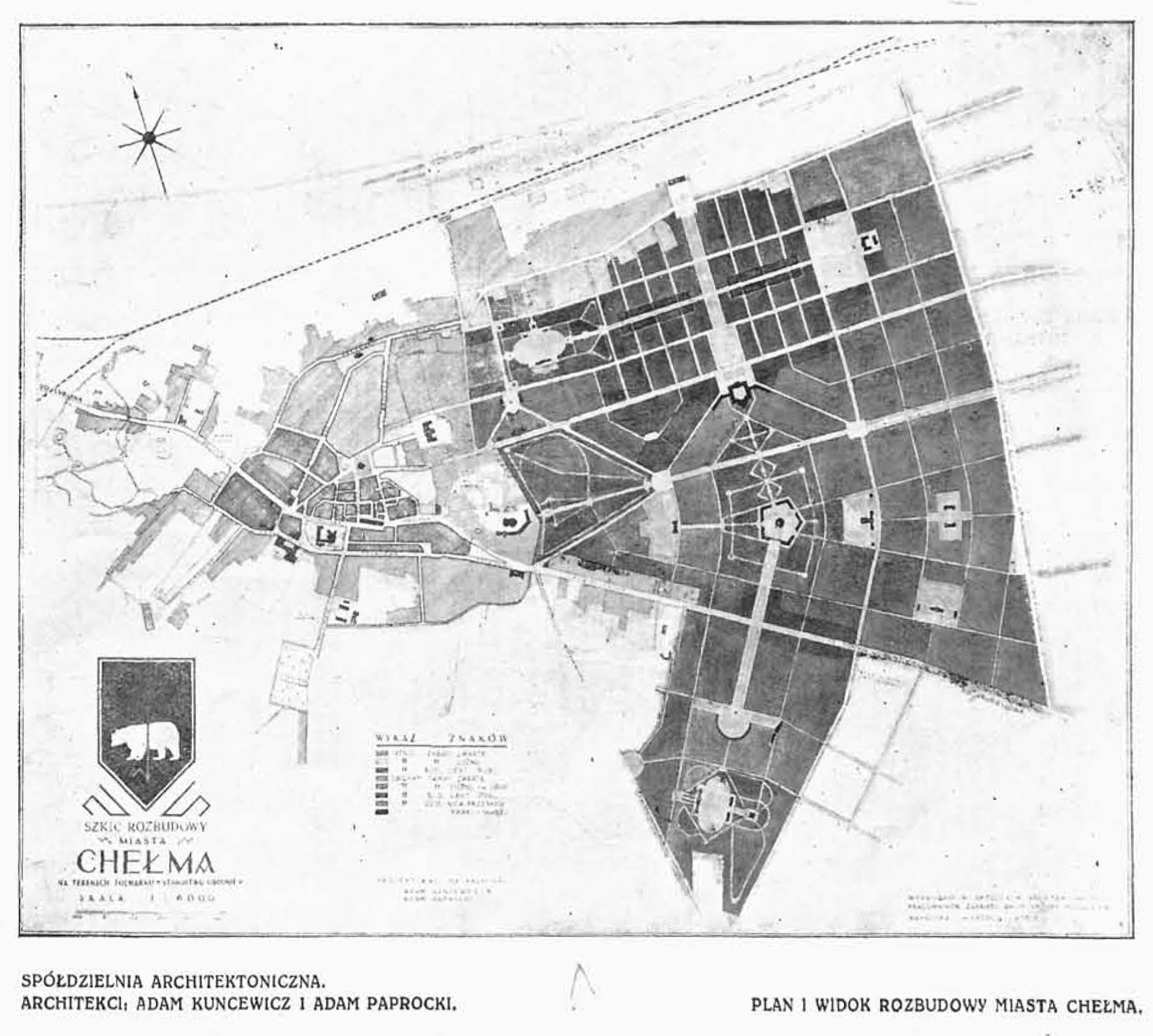
Szkic koncepcji rozbudowy miasta Chełma z 1926 r. – dzielnica Nowe Miasto

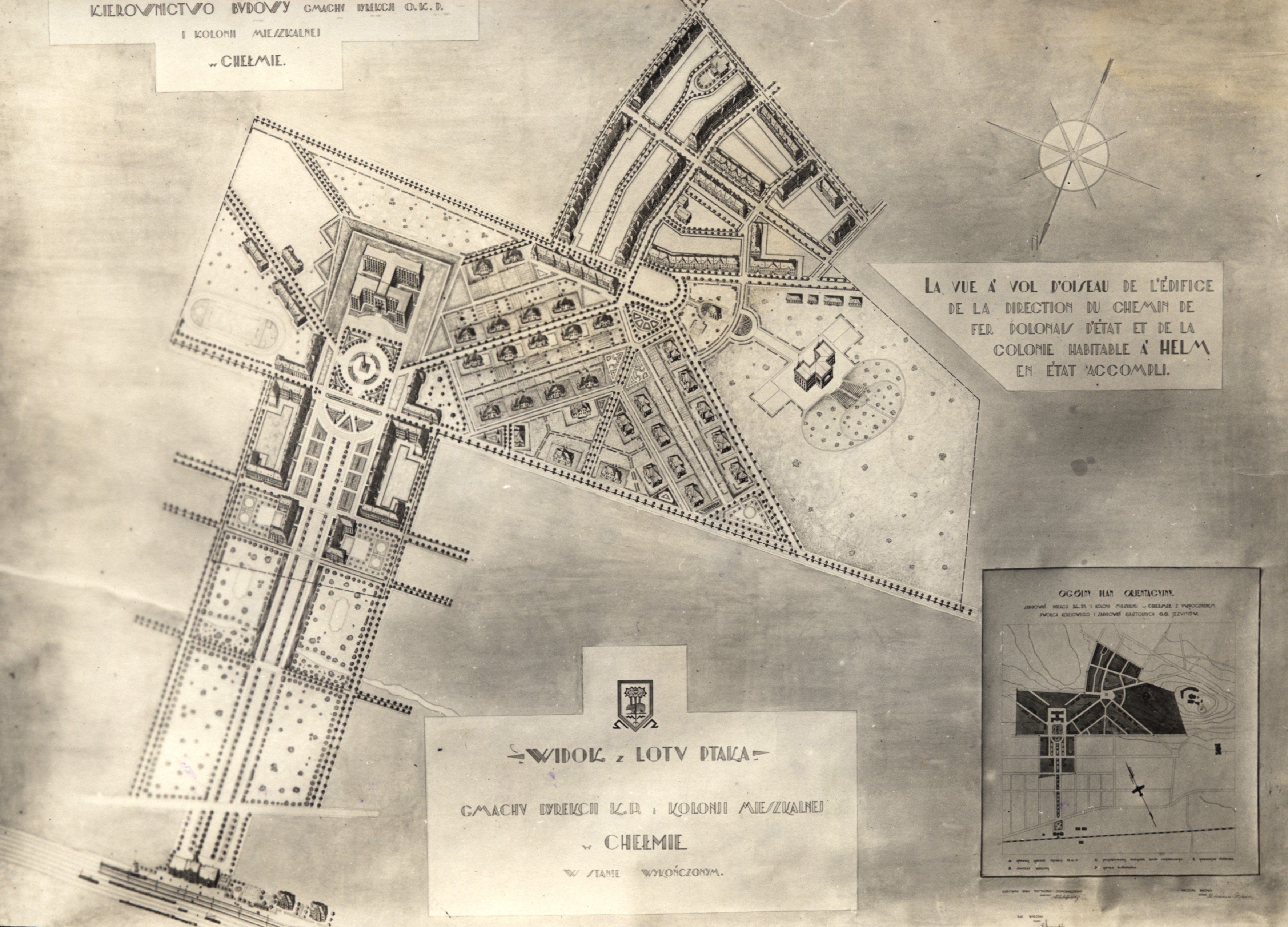
Widok z lotu ptaka (aksonometria) – Gmach Dyrekcji K.P. i kolonii mieszkalnych w Chełmie 1930-32

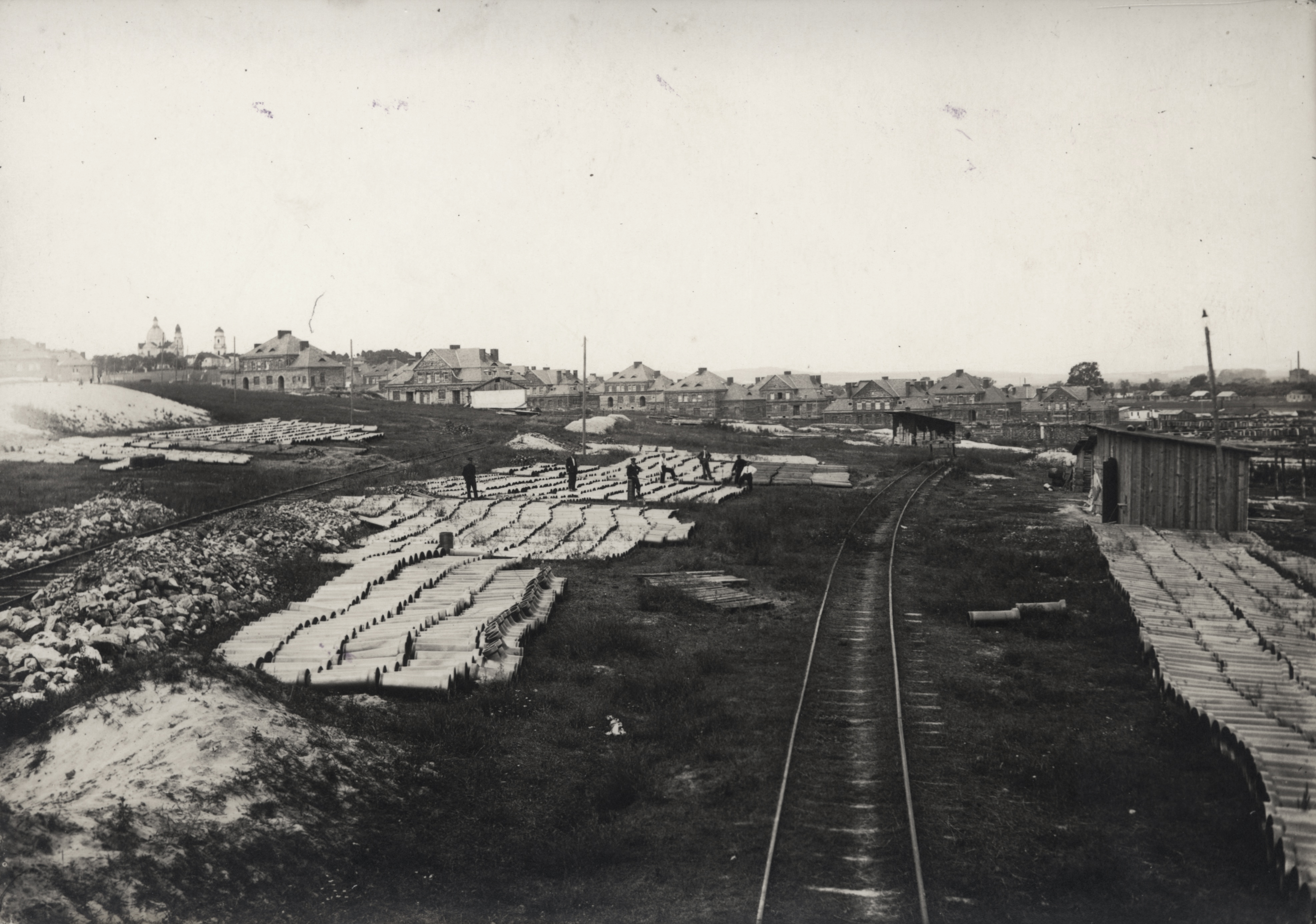
Budowa Gmachu i kolonii mieszkalnych dla pracowników Wschodniej DOKP ok. 1932

W związku z ideą rozbudowy Chełma po wschodniej stronie Górki Katedralnej, na państwowych terenach Starostwa Obłonie przekazanych miastu po odzyskaniu niepodległości, w 1925 r. władze miasta zleciły opracowanie koncepcji rozbudowy miasta Spółdzielni Architektonicznej Pracowników Zakładu Architektury Polskiej Politechniki Warszawskiej, pod kierunkiem architektów Adama Kuncewicza i Adama Paprockiego. Koncepcja rozplanowania dzielnicy Nowe Miasto z 1926 r. obejmująca obszar ponad 432 ha (czyli ponad 7-krotnie większym niż obszar miasta istniejącego), zakładała budowę nowej dzielnicy dla 20'000-250'000 mieszkańców. Północną część dzielnicy Nowe Miasto przeznaczono na rozwój miasta związany z koleją. Południową część dzielnicy przeznaczono na osiedla dla urzędników państwowych, a wschodnią na osiedla budowane przez mieszkańców Chełma i dalszy rozwój dzielnicy.
Początkowo władze miasta próbowały przekonać PKP do przeniesienia Wschodniej Okręgowej Dyrekcji Kolei Państwowych do Chełma, proponując PKP przejęcie od miasta terenów carskiej dzielnicy gubernialnej na Wygonie wraz z gmachami Urzędu Gubernialnego i Pałacu Gubernatora wzniesionymi w latach 1913–1915. Po odrzuceniu tej propozycji przez min. Romockiego podczas wizji lokalnej w marcu 1927 r., jako mało atrakcyjnej, władze Chełma zaproponowały wydzielenie 50 ha w nowej dzielnicy Nowe Miasto pod budowę osiedla kolejowego i siedziby Dyrekcji i tym przekonały Ministerstwo Komunikacji. Ostatecznie pod budowę osiedla Urząd Ziemski w Lublinie wydzielił obszar 30 ha w północno-zachodniej części dzielnicy Nowe Miasto, na którym Dyrekcja PKP planowała budowę:
- przestronnie i regularnie rozmieszczonych ulic;
- 156 budynków mieszkalnych (34 domy jedno- i dwurodzinne oraz 121 budynków w zabudowie zwartej, ogółem 601 mieszkań o kubaturze 258'580 m³).
- gmachu administracyjnego dyrekcji kolejowej (o kubaturze 62'111m³, ze stanowiskami pracy dla 740 urzędników);
- łaźni i ambulatorium.

W maju 1928 r. Minister Komunikacji podjął decyzję o rozpoczęciu budowy siedziby Dyrekcji Kolei i osiedla kolejowego dla jej pracowników w Chełmie. Inwestycję o ogólnej kubaturze 336'391 m³ planowano ukończyć do końca 1930 r. Koszt budowy miał zamknąć się w granicach 30 mln zł.
Wstępny projekt budowlany osiedla kolejowego opracował inż. Henryk J. Gay (1875-1936) na zlecenie Ministerstwa Komunikacji. Do prowadzenia budowy i nadzoru Ministerstwo Komunikacji utworzyło na miejscu Kierownictwo Budowy Gmachu Dyrekcji Kolei Państwowych i Kolonji Mieszkalnej w Chełmie. Nadzór nad budową powierzyło inż. Zygmuntowi Mianowskiemu. Budowę Gmachu Dyrekcji Kolei powierzyło firmie Tor, a budowę domów mieszkalnych firmie Budeks. W lipcu 1928 r. rozpoczęto budowę osiedla, do robót budowlanych zaangażowano wówczas ok. 2000 robotników. Kamień węgielny pod Gmach Dyrekcji położono 22 października tego samego roku.
Pośpiech w rozpoczęciu i prowadzeniu inwestycji bez przygotowania i w nierozsądnych terminach (okres zimy), niedostosowanie projektu budowlanego do lokalnych warunków geologicznych (podłoże kredowe i zbyt płytkie fundamentowanie) wskutek rozdziału projektu od nadzoru nad jego realizacją w imię źle pojętych oszczędności oraz brak koordynacji i niedostateczny nadzór nad wykonawstwem – w połączeniu z niskimi temperaturami zimą 1929 r., doprowadziły do pękania murów pod wpływem mrozu i uszkodzeń konstrukcji budynków mieszkalnych na dużą skalę. Kilka kolejnych komisji powoływanych przez Ministerstwo Komunikacji do zbadania przyczyn tej katastrofy budowlanej, orzekło jedna po drugiej, że przyczyną była zima, a zawinił chełmski grunt kredowy. Istotnie spowolniło to tempo robót w 1929 r., a następnie doprowadziło od wstrzymania całej inwestycji. W lipcu 1929 r. nadzór nad kontynuacją budowy powierzono inż. Mikołajowi Leszczynie-Głybowskiemu. Do 1930 r. wzniesiono w stanie surowym 112 budynków mieszkalnych i część gmachu dla Dyrekcji Kolei, a osiedle objęło 20 ulic o łącznej długości ok. 5 km. Do 1931 r. wykończono 31 budynków na potrzeby przeniesienia z Bydgoszczy Biura Kontroli Dochodów PKP. Latem 1932 r. do Chełma przybyło kilkanaście rodzin urzędników i pracowników PKP z Bydgoszczy. Do ich dyspozycji oddano wykończone i gotowe do zamieszkania lokale położone na ulicy Bydgoskiej. Prace wykończeniowe przerwano w 1932 r. z powodu kryzysu gospodarczego. W niewykończonych budynkach zamurowano otwory okienne.
Po kilkuletnich staraniach miasta Chełma prace wznowiono w 1938 r. i do wybuchu II wojny światowej wykończono Gmach Dyrekcji Kolei i pozostałe 81 budynków mieszkalnych. W sferze planów pozostały budynki łaźni, ambulatorium, dom Prezesa Dyrekcji Kolei i kilka budynków mieszkalnych u zbiegu Granicznej z Wiejską. 1 grudnia 1939 r. miało nastąpić przeniesienie urzędów kolejowych z Radomia, do którego już jednak nie doszło z powodu wybuchu wojny.

### Po roku 1944

Lokalizacja Osiedla Dyrekcji na tle Dzielnicy Nowe Miasto z 1926 r.

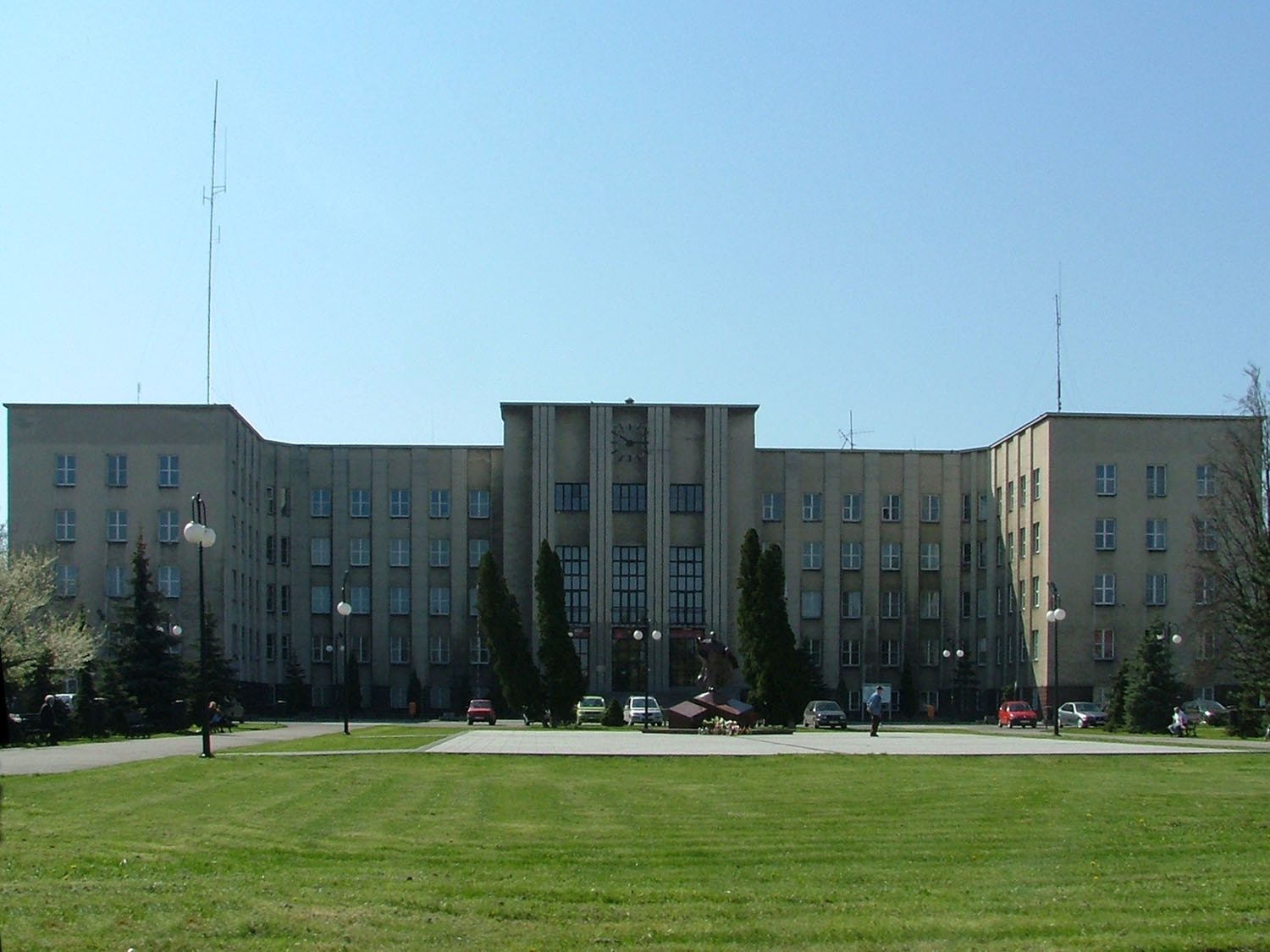
Gmach Dyrekcji Kolei przy Placu Niepodległości, obecnie m.in. siedziba Starostwa Powiatowego

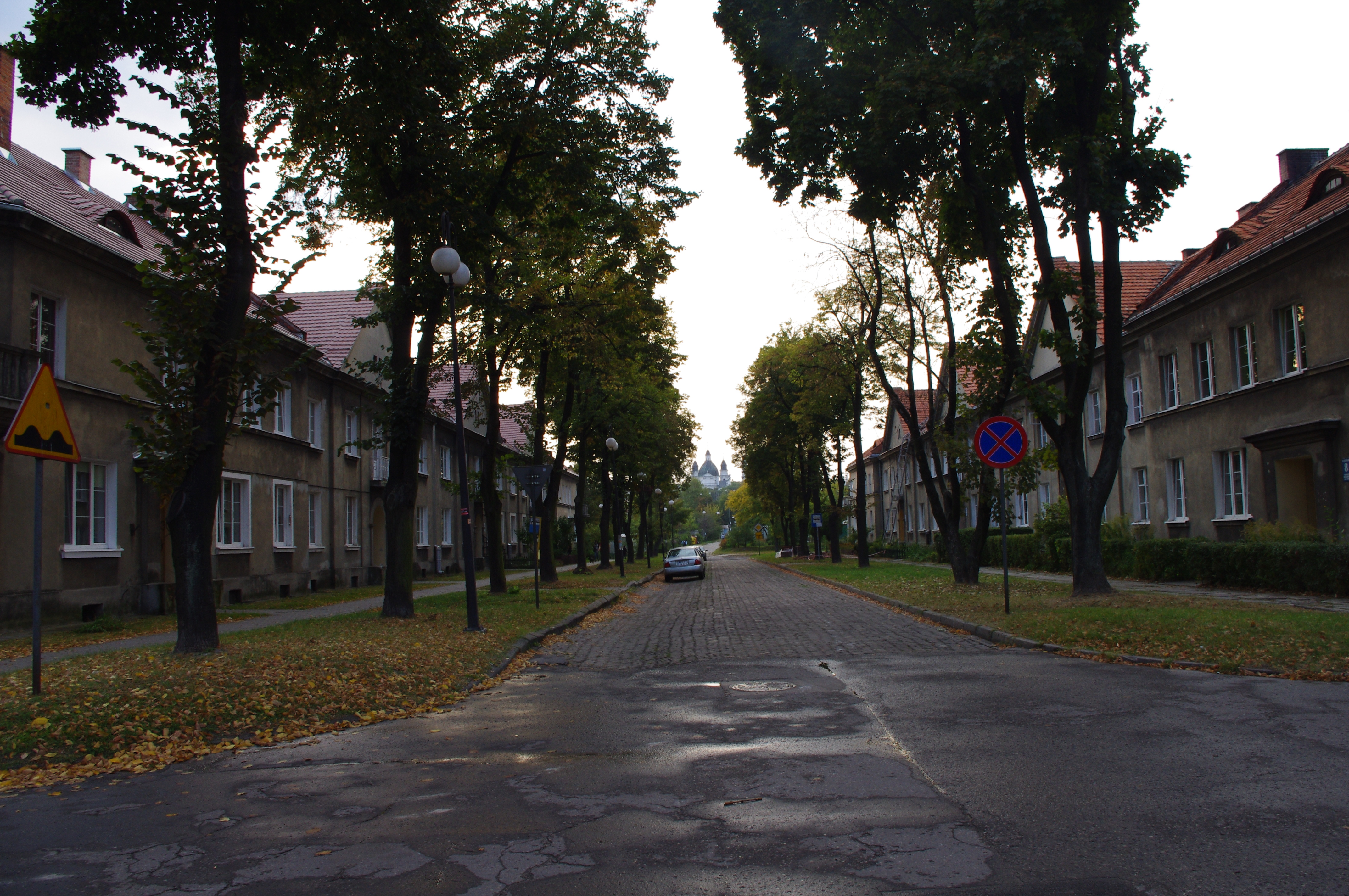
osiedle Dyrekcja Górna ul. Katedralna – główna oś dzielnicy Nowe Miasto między Wzgórzem Kredowym i Górką Katedralną

Od 22 lipca do 1 sierpnia 1944 r. Gmach Dyrekcji był siedzibą Polskiego Komitetu Wyzwolenia Narodowego. W okresie powojennym Gmach mieścił m.in. siedziby urzędów wojewódzkich i powiatowych, szkoły, stację pogotowia, przychodnię, bibliotekę i wiele innych. Obecnie mieści się tam m.in. Lubelski Urząd Wojewódzki Delegatura w Chełmie i Starostwo Powiatowe, Urząd Poczty Polskiej i wiele innych instytucji.

## Architektura
Według współczesnych historyków, zróżnicowana pod względem wielkości i form zabudowa osiedla Dyrekcja nawiązuje do tradycji rodzimej, „narodowej” sztuki architektonicznej przy jednoczesnym wprowadzeniu nowoczesnych rozwiązań funkcjonalnych, standardów użytkowych i cywilizacyjnych.
Architektura Gmachu Dyrekcji Kolei posiada wyraźnie cechy wczesnego modernizmu, odrzucającego już radykalnie secesyjne dekoracje i dążącego do prostych, nowoczesnych form z płaskimi dachami, o surowym, ascetycznym wyrazie. Niemniej nawiązuje do tradycji jeszcze klasyczną symetrią bryły, jak i symetrycznym, osiowym rozplanowaniem Gmachu, usytuowanym na północnej osi dzielnicy Nowe Miasto, między Wzgórzem Kredowym i Dworcem PKP. W kontraście do Gmachu, architektura osiedli mieszkalnych zachowuje tradycyjne, klasycyzujące formy, typowe dla obiektów z tego okresu realizowanych przez PKP w całym kraju, natomiast w jej rozplanowaniu wprowadza nader nowoczesne, modernistyczne standardy funkcjonalne i użytkowe, jakim późniejsza zabudowa w Chełmie już nie potrafiła dorównać.

## Ulice
Główne ulice w obszarze osiedla Dyrekcja zrealizowane według planów z lat 1928–1939:
Dyrekcja Górna:
- ul. Katedralna
- ul. Jana Kazimierza (częściowo niezrealizowana: między Żwirki i Wigury a Słowackiego)
- ul. Bohdanowicza (Armii Czerwonej w okresie PRL, obecnie Żwirki i Wigury, częściowo niezrealizowana: do Wojsławickiej)
- ul. Wysoka
- ul. Graniczna
- ul. Wiejska
- ul. Batorego (fragment między Wiejską i pl. Tysiąclecia)
- ul. Radomska (przemianowana w Bydgoską)
- pl. Żwirki (obecnie Tysiąclecia Państwa Polskiego)

Dyrekcja Dolna:
- ul. 1-Pułku Szwoleżerów (Odrodzonego Wojska Polskiego w okresie PRL) (fragment przy pl. Niepodległości)
- ul. 11-Listopada (22-Lipca w okresie PRL) (fragment przy pl. Niepodległości)
- pl. Wolności (pl. PKWN w okresie PRL, obecnie pl. Niepodległości)
- al. Piłsudskiego (Świerczewskiego w okresie PRL) (fragment)
- ul. Wołyńska (fragment przy pl. Niepodległości)
- droga wewnętrzna rozgraniczająca osiedle Dyrekcja i osiedle ChSM (al. Piłsudskiego 11A-12A)

odrębna część osiedla między Dyrekcją Górną i Dolną (zespół 30 domów wolnostojących):
- pl. Żwirki (obecnie Tysiąclecia Państwa Polskiego)
- ul. Słowackiego (fragment do ul. Szwoleżerów)
- ul. 1-Pułku Szwoleżerów (Odrodzonego Wojska Polskiego w okresie PRL)
- pl. Wolności (pl. PKWN w okresie PRL, obecnie pl. Niepodległości)
- ul. Limanowskiego (obecnie Stephensona, część niezrealizowana między Reymonta i Czackiego)
- ul. Moniuszki
- ul. Chopina (zrealizowana w innym przebiegu jako droga wewnętrzna)
- ul. Reymonta
- ul. Czackiego

Obecnie granice osiedla Dyrekcja rozumiane są przez mieszkańców na ogół szerzej i nazwa „Dyrekcja” bywa utożsamiana z obszarami sąsiadujących osiedli, a niekiedy z całą północną częścią dzielnicy Nowe Miasto z 1926 r. Rozbieżności takie mogą być skutkiem zapożyczenia historycznej nazwy osiedla kolejowego „Dyrekcja” w nowym podziale administracyjnym miasta z 1999 r., który istotnie odbiega od podziału historycznego, obejmując nazwą „Dyrekcja” również późniejsze osiedla, które historycznie posiadały nazwy własne i nie były związane z osiedlem kolejowym, m.in. przy ulicach: Piłsudskiego, Wołyńskiej, Skargi, 11-Listopada, Słowackiego i Starościńskiej, Wspólnej, Spółdzielczej, Jedności (Jedność), aż po Kolejową, a nawet tereny strefy przemysłowo-składowej Bieławin po północnej stronie linii kolejowej.